# Liz Cheney
Elizabeth Lynne “Liz” Cheney, född 28 juli 1966 i Madison i Wisconsin, är en amerikansk jurist och politiker som 2017–2023 var ledamot av representanthuset i den amerikanska kongressen för republikanerna. Hon var ordförande i de republikanska ledamöternas "konferens" 2019–2021, vilket gjorde henne till den tredje högst rankade republikanen i representanthuset. Hon röstades bort den 12 maj 2021 och efterträddes av Elise Stefanik.
Liz Cheney är den äldre av två döttrar till politikern och tidigare vicepresidenten Dick Cheney och litteraturhistorikern Lynne Cheney. Hennes syster är Mary Cheney. 
Cheney tog en kandidatexamen i statskunskap på Colorado College 1988 och arbetade därefter på utrikesdepartementet och Agency for International Development (USAID) till 1993. Hon avlade juristexamen på University of Chicago Law School 1996 och arbetade därefter på advokatfirmor och på International Finance Corporation i Washington D.C.
Hon har också senare arbetat på utrikesdepartementet och för USAID på de amerikanska ambassaderna i Budapest och Warszawa. År 2014 kandiderade hon för republikanerna i senatsvalet i Wyoming. År 2017 blev hon ledamot för Wyoming i representanthuset, samma plats som hennes far innehade 1979–1989.
Hon är känd för sina hårda ställningstaganden i utrikespolitiska frågor och har varit kritisk mot Trump-administrationens utrikespolitiska ställningstaganden.
Liz Cheney var en av tio republikanska ledamöter som röstade för att ställa Donald Trump inför riksrätt för andra gången den 13 januari 2021.
År 2022 besegrades Cheney i det republikanska primärvalet av Harriet Hageman, som hade Trumps stöd. Hennes mandatperiod gick ut den 3 januari 2023.
I presidentvalet i USA 2024 gav Cheney sitt stöd till Kamala Harris. Harris och Cheney gjorde flera kampanjmöten tillsammans, vilket enligt analytiker inte hjälpte Harris i valet.

## Privatliv
Liz Cheney är sedan 1993 gift med juristen Philip Perry. Paret har fem barn.